# Thunbergia neglecta
Thunbergia neglecta är en akantusväxtart som beskrevs av Otto Wilhelm Sonder. Thunbergia neglecta ingår i släktet thunbergior, och familjen akantusväxter. Inga underarter finns listade i Catalogue of Life.